# Marikostinowo
Marikostinowo (bułg. Марикостиново) – wieś w Bułgarii, w obwodzie Błagojewgrad, w gminie Petricz. Według danych szacunkowych Ujednoliconego Systemu Ewidencji Ludności oraz Usług Administracyjnych dla Ludności, 15 czerwca 2020 roku miejscowość liczyła 1 198 mieszkańców.

## Osoby związane z miejscowością

### Urodzeni
- Krum Bibiszkow (1982) – bułgarski piłkarz
- Stojanka Bonewa (1938) – bułgarska śpiewaczka narodowa
- Bojanka Strachiłowa (1938) – bułgarska tkaczka, bohaterka socjalistycznej pracy